# Dinobryon

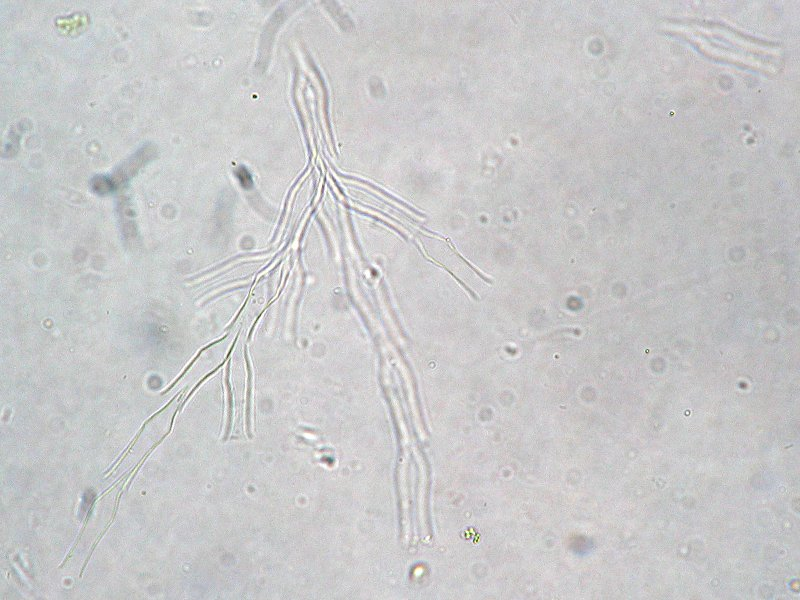
Dinobryon divergens, Bäumchenbildung.

Dinobryon  ist eine Gattung der Goldbraunen Algen (Chrysophyceae) mit rund 30 Arten.

## Merkmale
Die Vertreter der Gattung sind einzellige oder in Kolonien lebende Goldbraune Algen. Die Zellen haben zwei unterschiedlich lange Geißeln und sitzen in einem trichter- bis vasenförmigen Gehäuse, der Lorica. Die Lorica ist zwischen 15 und 65 µm lang. Die Öffnung der Lorica weist zur Geißelansatzstelle. Die Zellen sind mit einem Stiel am Gehäuse befestigt. Sie enthalten zwei seitlich stehende, goldbraune Plastiden, die unterschiedlich groß sind. Zwischen ihnen liegt der Zellkern. Einer der Plastiden besitzt einen Augenfleck. Am Vorderende der Zelle befindet sich eine kontraktile Vakuole.
Die Kolonien entstehen dadurch, dass die Gehäuse vieler Zellen zusammenhängen. Die Kolonien sind freischwimmend. Andere Arten bilden nur Einzelzellen, die frei schwimmen oder am Substrat sitzen.
Die ungeschlechtliche Vermehrung erfolgt durch Längsteilung. Eine Tochterzelle verbleibt im Gehäuse, die andere bildet ein neues. Bei koloniebildenden Arten entsteht dieses an der Mündung des Muttergehäuses. Die geschlechtliche Fortpflanzung erfolgt durch morphologische Isogamie: Die männlichen begeißelten Zellen werden chemotaktisch angelockt. Als Produkt entsteht eine Stomatocyste.

## Verbreitung und Ökologie
Dinobryon ist eine Süßwasseralge. Sie tritt bevorzugt in der kühlen Jahreszeit, im Frühling und Herbst auf. Sie ist in leicht sauren, oligotrophen bis leicht eutrophen Gewässern zu finden. Sie sitzen fest oder schwimmen frei. Ihre Ernährung erfolgt mixotroph.